# Calenda (baile)
La calenda (en ocasiones calinda o caringa) es un baile de origen africano, específicamente de la costa de Guinea, que se extendió por el Caribe como consecuencia del tráfico de esclavos, y formaba parte del conjunto de bailes que los negros de Nueva Orleans ejecutaban en Congo Square, en la primera mitad del siglo XIX, como la bamboula y otras.
Las primeras referencias a esta danza se recogen en Martinica, donde se bailaba los domingos, acompañada de percusión, aunque su mayor popularidad la alcanzó en Luisiana. En la primera mitad del siglo XX aún se bailaba en la propia Martinica, en Haití y en la colonia británica de Trinidad. En Cuba se llamó caringa, y existen testimonios de observaciones de este mismo baile en lugares tan alejados como Montevideo.
Algunos autores, como William Francis Allen, consideraron a la calenda una contradanza.